# 长寿菩提古镇

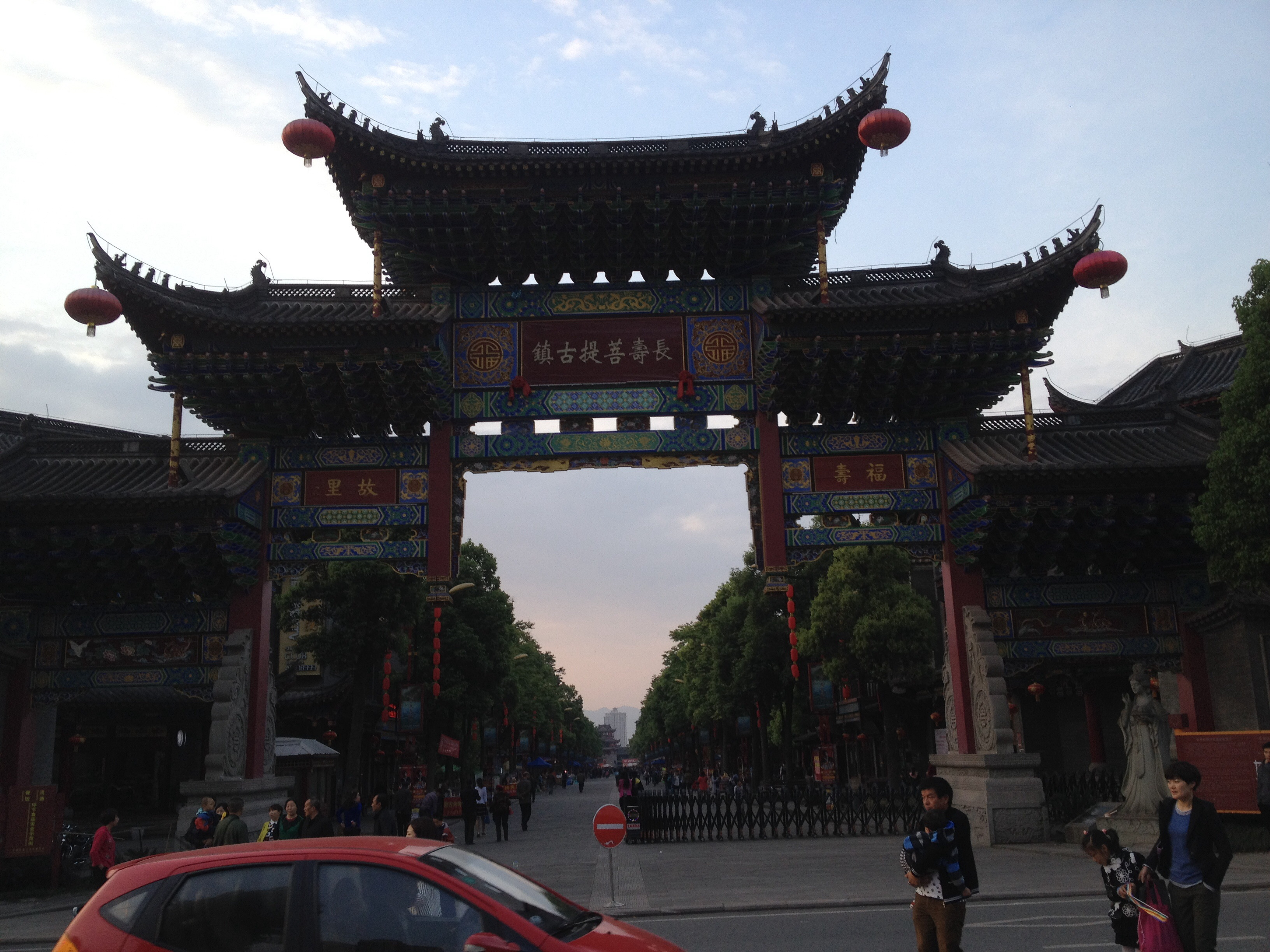
长寿菩提古镇大门

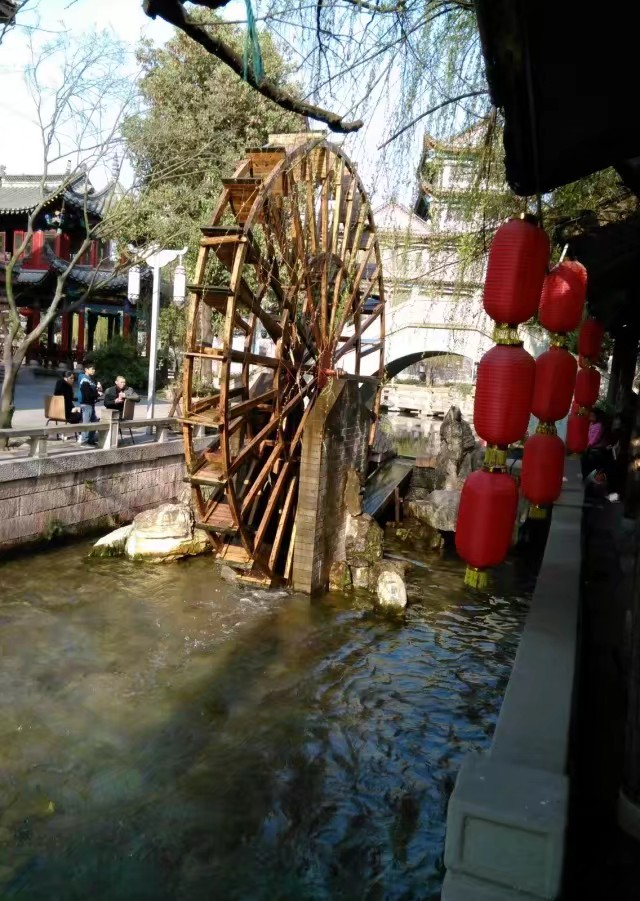
长寿菩提古镇景点水车

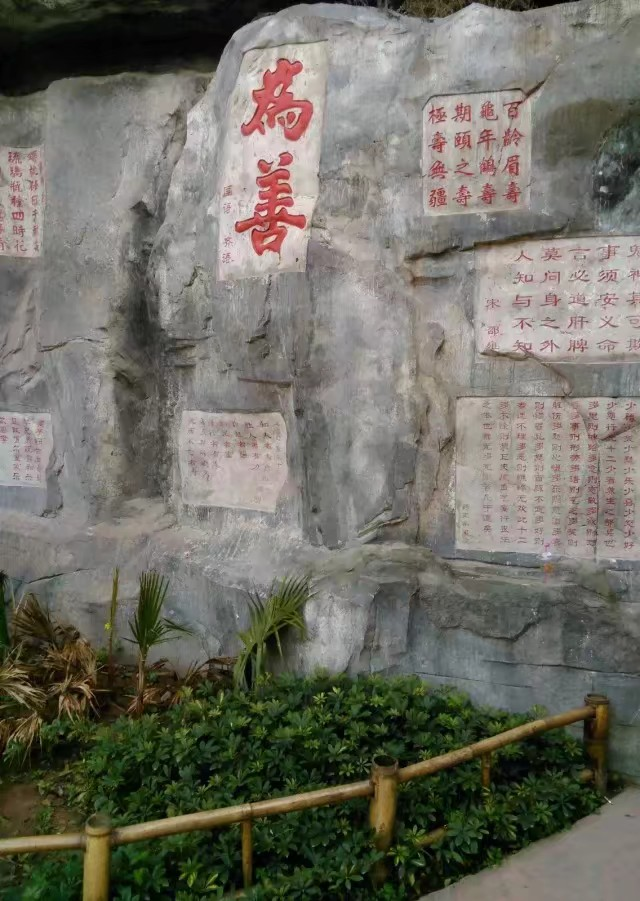
长寿菩提古镇景点为善

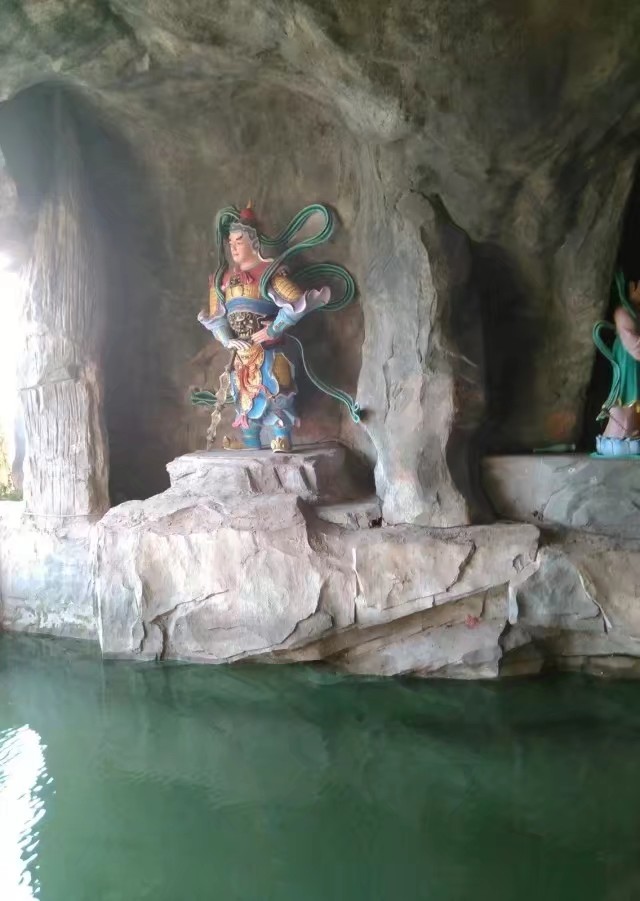
长寿菩提古镇景点神仙洞

长寿菩提古镇，又名长寿古镇或长寿古镇文化旅游区，位于中国重庆市长寿区、垫江县和涪陵区交界处，是以菩提寺为基础设立的风景名胜区，坐落于菩提山脚下。距重庆主城区约78公里，2014年4月被国家旅游局批准为国家4A级旅游景区。

## 发展规划
长寿菩提古镇风景区总面积达2000亩，其中核心区占地800亩，总建筑面积为130万平方米，总投资43亿元。按照国家5A级景区标准建造而成，是菩提山景区的核心组成部分，与菩提山景区共同合建成国家5A级旅游景区。景区主要以巴渝文化和中国古建筑文化为背景，展示几千年来巴渝人文文化和中国寿文化。

## 主要景点
长寿菩提古镇主要景点有：人文大街、两条水系、万寿广场、万寿公园、三星观、民间综艺馆、衙门、古戏台、过街楼、庙会广场、城隍庙、文庙、城门楼等。

## 附近景区
长寿菩提古镇附近景区有：菩提街道的国家4A级旅游景区菩提山（长寿八景之一），双龙镇寿山景区（长寿八景之一），长寿湖镇的国家4A级旅游景区长寿湖风景名胜区等。

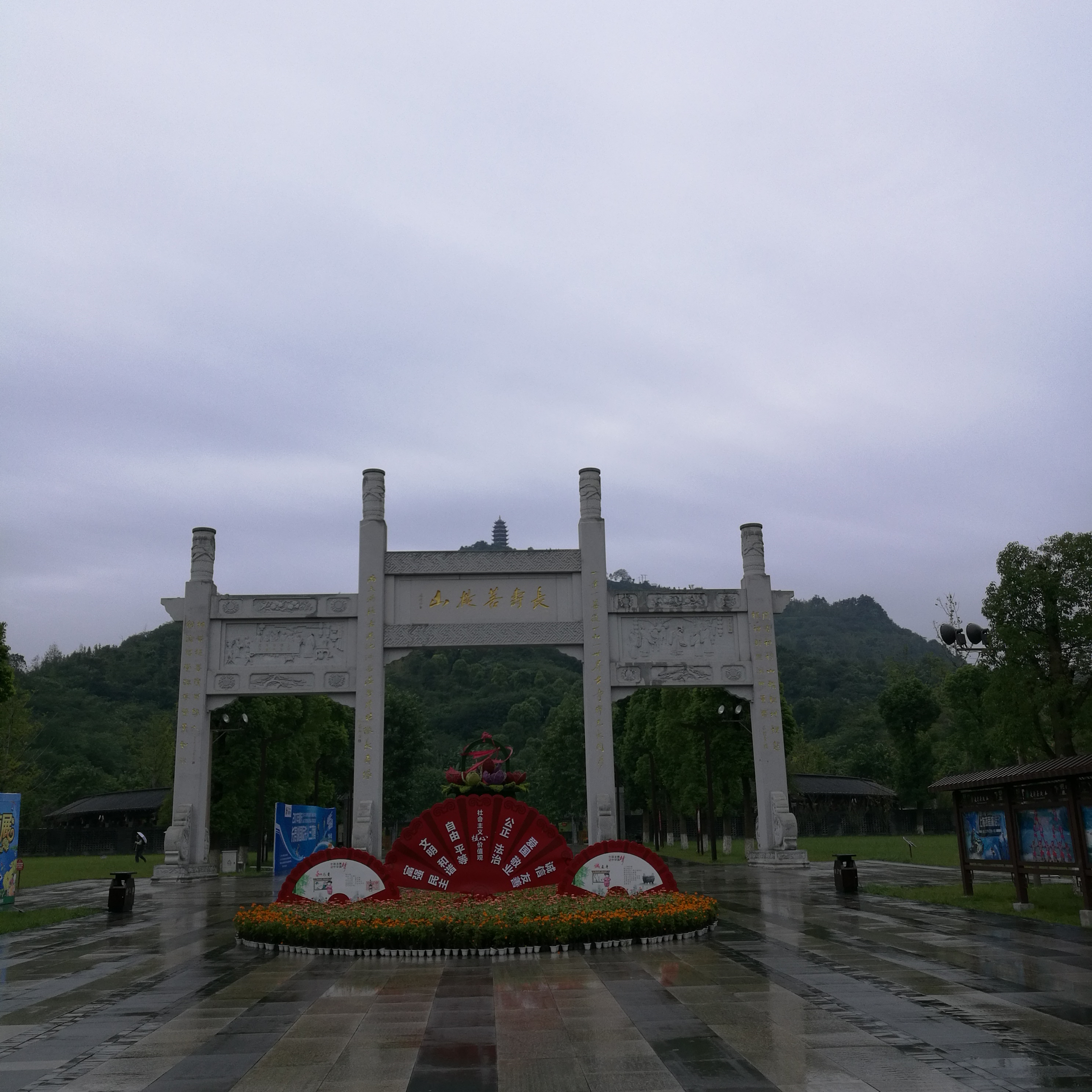
长寿菩山山门

《长寿县志》记载因佛教禅宗祖师菩提达摩到菩提山弘法而得名。菩提山高598米，总面积约15平方公里，核心景区约5平方公里。菩提山以国家5A级旅游景区为标准建造。 

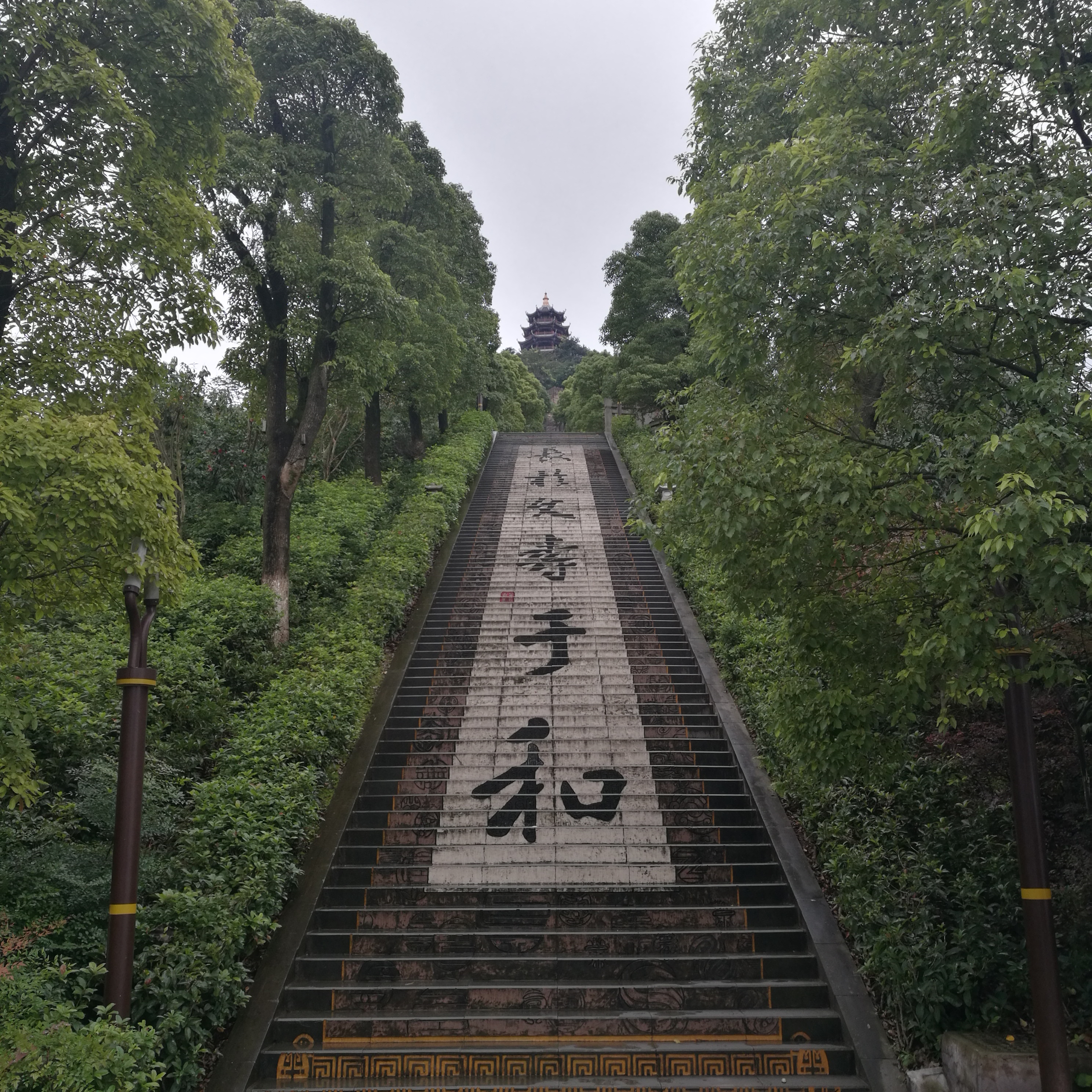
菩提寺万寿天梯

菩提寺位于菩提山顶端，始建于北宋，有“达摩道场、禅宗真脉”之称，从古至近代屡次被毁，2014年10月复建。菩提寺占地面积达60余亩，庙宇面积4500平方米，木制结构，古制建筑。从山门到老祖殿有1789级万寿天梯。寺楼有：寨门牌坊、山门殿、天王殿、钟楼、鼓楼、观音殿、地藏殿、大雄宝殿、藏经楼、祖师殿等。佛教圣物有：斯里兰卡菩提树、《贝叶经》、佛陀舍利、木雕佛像108尊、菩提达摩雕像(完整千年金丝楠阴沉木雕成，高6米、重6吨)。

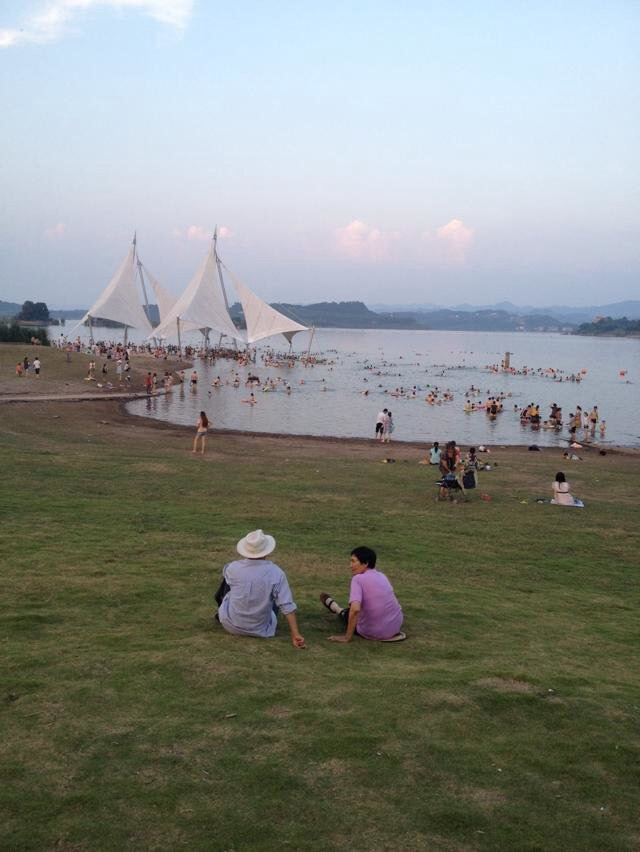
游客们正在水中嬉戏

- 长寿湖及西部岛群：湖面面积达65.5平方千米，湖中密布200余岛屿，湖区和岛屿群是长寿湖风景名胜区景观的核心部分。
- 龙溪河（跳石瀑布）：龙溪河源于梁平县天台乡，经长寿区境的狮子滩后，河床悬崖跌落，水流陡险滩多，形成多级瀑布。
- 人头山：人头山位于长寿湖东岸，安顺岛的正南方。
- 高峰岛与大坪岛：高峰岛以绿色著称，是景区内现有植被最好岛屿。大坪岛位于高峰岛南部，面积约162公顷，是湖区最大岛屿。
- 长寿湖大坝：长寿湖大坝位于湖面南部边缘，拦河坝长1014米，大坝底宽98米、高52米，顶宽8米。
- 长寿湖广场：位于长寿湖大坝西部，有石碑镌刻有1958年周恩来、李先念、李富春等人当年视察狮子滩大坝的题词以及《周总理来到长寿湖》汉白玉群雕。
- 东林寺：东林寺坐落于林峰林场东邻寨，始建于宋淳熙年间，明成化和清咸丰年间两次重修。[11]